# ザクリッチ
ザクリッチは、ロッテアイスから発売されていたアイスクリームである。希望小売価格126円（税込）。

## 概要
2010年3月29日から発売。
バニラアイスの全面を厚めのチョコレートとパフでコーディングしており、どこから食べてもザクザクした食感が楽しめるのが特徴。コーンにはキャラメルパウダーを配合している。三角形の薄型コーンで持ちやすく食べやすいのも売りである。CMには南明奈を起用した。
発売以降、当初の計画を大きく上回る売り上げを記録し、供給が間に合わなくなり、2010年4月11日に販売を一時休止することがロッテアイスから発表され、次第に各地で販売が再開された。
2012年3月1日にアイス・チョコ・パッケージがリニューアルされた。CMではザクリッチガールズが結成されている。
2018年に製造終了している。